# Guilherme Neto
João Guilherme da Silva Neto (Nasceu em Fortaleza, 23 de abril de 1925 – Falecimento em Fortaleza, 22 de dezembro de 2014), conhecido como Guilherme Neto ou Guiba, foi um jornalista, escritor, redator, cantor e compositor brasileiro. Considerado uma das personalidades mais marcantes da comunicação cearense, sua trajetória abrangeu mais de seis décadas de atuação no rádio, na televisão e na imprensa escrita. Era conhecido como o último boêmio do Ceará.

## Carreira na Comunicação
Guilherme Neto iniciou sua carreira jornalística em 1944. Entre 1954 e 1960, dirigiu a histórica Ceará Rádio Clube, uma das pioneiras no rádio cearense. Em 1960, com a chegada da televisão em Fortaleza, liderou a implantação da TV Ceará – Canal 2, tornando-se figura-chave na criação da primeira emissora do estado.
A partir de 1969, assumiu cargos de destaque em jornais impressos: foi editor do Unitário e diretor comercial do Correio do Ceará. Em 1970, retornou à direção da TV Ceará, onde permaneceu até 1979. Em sua gestão, implantou em 1972 o sistema de transmissão em cores da televisão cearense.
Com a criação da TV Educativa – Canal 5 (atual TVC), em 1974, foi convidado para dirigir sua área artística. Em 1981, assumiu a direção da recém-fundada Rádio Universitária, projeto vinculado à Universidade Federal do Ceará.

## Atuação Literária e Musical
Guiba também se destacou como autor teatral e cronista. Escreveu Poeira Vermelha, a primeira telenovela da televisão cearense, além do livro de contos e crônicas Chuva na Madrugada, uma obra que traduz sua sensibilidade poética e afeição pelos personagens do cotidiano urbano nordestino.
Como cantor e compositor, marcou presença no cenário musical cearense com letras boêmias e carregadas de lirismo.

## Últimos anos e falecimento
Nos últimos anos de sua vida, Guilherme Neto manteve-se ativo como cronista. Escrevia a coluna "Arenga" no jornal Diário do Nordeste, onde combinava crítica social, humor e memória afetiva da cidade de Fortaleza.
Faleceu em 22 de dezembro de 2014, aos 89 anos, em Fortaleza. Seu corpo foi velado e cremado na Funerária Ternura, localizada na Rua Padre Valdevino, 2255 – Bairro Aldeota, Fortaleza/CE. Recebeu homenagens de jornalistas, artistas e personalidades da cultura cearense.

## Legado
Guilherme Neto é lembrado como um dos maiores nomes do rádio e da televisão do Ceará. Seu estilo irreverente, sua cultura vasta e seu compromisso com a liberdade de expressão o tornaram um símbolo da comunicação crítica e criativa no Nordeste brasileiro.